# Favio Orsi
Favio Leandro Orsi (ur. 18 lutego 1974 w Pilar) – argentyński piłkarz występujący na pozycji pomocnika, trener piłkarski.